# Long Live Rock 'n' Roll
《Long Live Rock 'n' Roll》은 1978년 4월 9일에 발매된 영국의 하드 록 밴드 레인보우의 세 번째 스튜디오 음반으로, 오리지널 리드 보컬리스트인 로니 제임스 디오가 마지막으로 수록되었다.

## 배경
이 음반의 녹음은 1977년 4월, 프랑스 샤토 드 에후빌의 스튜디오에서 시작되었는데, 이 스튜디오는 리치 블랙모어, 로니 제임스 디오, 코지 파월이 참여하였다. 키보드는 처음에 전 레인보우 멤버 토니 캐리가 세션 기반으로 연주한 반면 베이스 파트는 마크 클라크가 시작했다. 그러나 클라크는 곧 해임되었고 베이스 부분은 블랙모어가 직접 녹음했다. 1977년 7월까지 음반에서 끝난 7개의 트랙이 데모 형태로 되었다. 밴드가 밥 데이즐리와 데이비드 스톤을 영입한 후 1977년 여름과 가을에 유럽 투어를 시작하는 동안 녹음은 중단되었다. 12월에 샤토 드 에후빌 스튜디오로 돌아온 밴드는 음반을 완성하고 마지막 곡인 〈Gates of Babylon〉을 발매했다.
비록 데이즐리와 스톤은 그들의 공헌으로 음반 크레딧에 이름을 올렸지만, 그들은 녹음 세션을 통해 밴드에 합류했고 각각 3곡과 4곡에만 참여한다. 스톤은 〈Gates of Babylon〉의 일부를 썼지만 공로를 인정받지 못했다.
〈Kill the King〉은 1976년 중반부터 레인보우 콘서트를 열면서 이미 투어 세트 리스트의 주요 부분이었다. 1977년 라이브 음반 《On Stage》에 처음 등장했다. 1977년~78년 콘서트에서 타이틀곡과 〈Kill the King〉이 공연된 유일한 곡이었지만, 〈L.A. Connection〉은 미국 투어에서 몇 차례 방영된 후 촬영장에서 제외되었다. 2004년부터 2010년까지, 디오의 솔로 쇼에는 〈Kill the King〉, 〈Gates of Babylon〉의 라이브 버전, 타이틀곡 등이 수록되었다.

## 커버 아트
오리지널 바이닐 발매는 게이트폴드 슬리브에 서정시트 삽입물이 되어 있었다. 관중 사진은 실제로 러시 콘서트에서 나온 것인데, 배너에 적힌 문구는 레인보우 음반 타이틀과 눈에 보이는 러시 티셔츠가 검은색으로 공수되어 있다.

## 발매 및 평가
| 전문가 평가 | 전문가 평가 |
| 평가 점수   | 평가 점수   |
| 출처        | 점수        |
| ----------- | ----------- |
| AllMusic    | [ 3 ]       |

올뮤직의 제프 긴스버그는 "《Long Live Rock 'n' Roll》은 비록 그들이 전 디오 시대에 많은 차트 성공을 누렸지만 레인보우가 만들 수 있는 마지막 훌륭한 음반이 될 것"이라고 썼다.
이 음반은 다른 레인보우 음반들 중에서도 파워 메탈 장르, 특히 판타지 테마 가사와 미학에 강한 영향을 미친 것으로 자주 언급되고 있다.

## 곡 목록
모든 곡들은 특별한 언급이 없는 한 리치 블랙모어와 로니 제임스 디오에 의해 작곡하였고, 작사는 모두 디오가 맡았다.
| #  | 제목                        | 재생 시간 |
| -- | --------------------------- | --------- |
| 1. | 〈Long Live Rock 'n' Roll〉 | 4:21      |
| 2. | 〈Lady of the Lake〉        | 3:39      |
| 3. | 〈L.A. Connection〉         | 5:02      |
| 4. | 〈Gates of Babylon〉        | 6:49      |

| #  | 제목                   | 작곡                      | 재생 시간 |
| -- | ---------------------- | ------------------------- | --------- |
| 5. | 〈Kill the King〉      | 블랙모어, 디오, 코지 파월 | 4:29      |
| 6. | 〈The Shed (Subtle)〉  | 블랙모어, 디오, 파월      | 4:47      |
| 7. | 〈Sensitive to Light〉 |                           | 3:07      |
| 8. | 〈Rainbow Eyes〉       |                           | 7:11      |

## 인증
| 국가                       | 인증 | 판매량/출하량 |
| -------------------------- | ---- | ------------- |
| 영국 (BPI)                 | 실버 | 60,000^       |
| ^출하량을 기반으로 한 인증 |      |               |